# Иван Срдановић
Иван Срдановић (Београд, 19. новембар 1959) српски је писац и фотограф. Син је Владиславе Нановић Срдановић и Теодора Савова Срдановића.

## Биографија
После основне и средње школе студирао је на групи за клиничку психологију на Филозофском факултету у Београду.
Био је члан разних, углавном маргиналних, политичких и субполитичких група које су током деведесетих година тражиле начине да се супротставе ратној стихији ненасилним путем.
Повремено је објављивао кратке приче у различитим новинама и недељницима, а једно време у фанзину  "Отворено" писао "Непроверене вести непоузданих извештача" што је био начин да се наруга ратном новинарству и подсмехом супротстави креаторима друштва страха и мржње. 
Своје место налази у неформалним групама попут Агенције за идеје и Фантома слободе.
Живи у Београду и Жабљаку.
Поред писања бави се и фотографијом. Снима углавном црногорске пејзаже, цвеће и инсекте. Приредио је две самосталне изложбе фотографија са мотивима дурмиторских врхова, река и језера у граду Жабљаку. Објавио интерактивни ДВД Крш и пијесак са фотографијама Црне Горе.
На основу рукописа и фељтона који је Теодор Савов Срдановић објављивао у листу Побједа приредио је Легенде и предања Дурмитораца. Очев оригинални дневник из Другог светског рата објавио је у књизи Партизански дневник Теја Косорића. Заједно са Братиславом Спасићем приредио је Извештаје о доживљајима Симеона Степанова Пишчевића, по истоименом делу Симеона Пишчевића (1731- 1797).

## Дела
Изабрана дела (Београд 1988) збирка приповедака. У коауторству са Дејаном Ајдачићем. Оба аутора настоје да неухватљиву границу између реализма и фантастике, фигурације и апстракције,  малог и великог, црних рупа и великог праска, бога и ђавола превазиђу хумором. Читанка за други разред брзог воза збирка приповедака (Београд 1996). У сиромашној земљи обузетој ратном хистеријом чудновати људи на необичне и, понекад, смешне начине покушавају да одгонетну тајне времена, смрти, свемира све то .
Око врха, роман (Београд 2003). Заплет романа настаје када се чини да је мукама човечанства дошао крај и да ће динамизатрон бити поуздан лек против старења и смрти. Краткотрајну срећу и весеље поквари вест да ће, због новонастале ситуације, Председник бити принуђен да у погон стави машину која ће изазвати смак света. Медији критикују иноватора због непромишљености, а успаничена јавност тражи хитно уништење лека против смрти. Компромисно решење значи да све остаје по старом: Председник иноватору  великодушно опрашта што је направио изум, а народ је опет радостан.
Зумуру, роман (Београд 2010) о метеоролошкој апокалипси током које за само неколико сати северну хемисферу захватило ледено доба. Јунак напушта дом и пође на југ. Аутомобили су смрзнути, возова нема, те он креће пешице пут Африке. Из случајног сусрета у планинама Црне Горе са женом која је кренула са Дурмитора пут мора рађа се љубав а из ње Зумуру.
Ветрогонци, роман (Београд 2011) Увређен што свет потцењује труд ветрогонаца, који ведре и облаче небом, силни Бореј их поведе у страшну осветничку олују. Стихији се супротставља Прохор Пириверић, који одлучи да у кањонима подручја Дробњака направи заседу и заједно са сином Вихором, дуне против силних ветрова и развеје их. Колико год битка била неравноправна, показује се да је опијеност разарањем кратког дана, те се чини као да су ветрогонци само чекали праву прилику да слободно ћарлијају светом.
Веселе авантуре критичара измишљених књига, роман (Београд 2015). Заплет настаје када службеник тајне полиције траљаво обави задатак и јунаку романа, критичару који измишља књиге и пише њихове приказе, успева да преживи покушај самоубиства. Како је друштвена завера комплетна критичар доспева на одељење за безнадежне случајеве на коме се захваљујући љубави догађа чудо.
Пољубац Сунца, роман (Београд 2018). Када облак плазме са Сунца додирне више слојеве атмосфере настају олује, а Земљом почињу да бесне веома снажни ветрови. Роман се бави судбинама људи који су се у олуји затекли на различитим местима, од видиковца на Калемегдану, па до зграде аеродрома на Криту, као и преживелима чији се животи мењају. Показује се да је оно што је наликовало апокалипси само преображај цивилизације.
Зар је то љубав?, роман (Београд 2022) је прича о потрази за формулама љубави у оквирима измишљене "квантне психофизике". Радња се дешава у условно савременом добу и чудесним оностраним просторима у којима прву научну експедицију у смрт чека никада раније испитани велики љубавни сударач.
Београдски патриоти, роман (Београд 2023). Заплет настаје када се некоме из власти учини да два момка и једна девојка који желе да понуде своја решења за велеградске проблеме могу да буду језгро опасне урбане групе. Служба ангажује свог провереног сарадника који прати тројку, чита њихов роман у роману у коме се духови древних Макишанаца, Винчанаца повезују са савременим житељима престонице и сам пресуђује члановима групе.

## Галерија
Циклус Словенска и српска фантастика у Универзитетској библиотеци у Београду 2019.
- И. Срдановић.
- Иван Срдановић и Дејан Ајдачић у разговору о књижевној фантастици.
- И. Срдановић (седи, други здесна) након разговора o фантастици.